# Бен Кардін
Бенджамін Луїс «Бен» Кардін (англ. Benjamin Louis «Ben» Cardin; нар. 5 жовтня 1943, Балтимор, Меріленд, США) — американський політик, сенатор США від штату Мериленд, член Демократичної партії.

## Біографія
Закінчив Університет Піттсбурга (1964) і отримав ступінь у галузі права в Університеті Мериленду в Балтиморі (1967). У 1979–1986 — член Палати представників Мериленду. У 1987–2007 — член Палати представників США. У 2006 обраний до Сенату США.
Широко відомий як автор Закону Магнітського, що містить перелік російських чиновників, пов'язаних зі справою компанії «Hermitage Capital Management» та смертю Сергія Магнітського. Закон про список Кардіна фактично став новим втіленням поправки Джексона-Вейніка.
Є співголовою комісії сенату США з безпеки і співробітництва в Європі, яку також називають Гельсінською комісією.
Виступав за прийняття закону Магнітського також і парламентом Канади, що й сталось 2017 року.
У січні 2022 року проголосував проти проєкту санкцій для Північного потоку-2 як засобу запобігання російському вторгненню в Україну.